# In the Closet
 (février 2012).
Si vous disposez d'ouvrages ou d'articles de référence ou si vous connaissez des sites web de qualité traitant du thème abordé ici, merci de compléter l'article en donnant les références utiles à sa vérifiabilité et en les liant à la section « Notes et références ».
Singles de Michael Jackson
Remember the Time
(1992) Jam
(1992)
Pistes de Dangerous
Why You Wanna Trip On Me (2) She Drives Me Wild
(4)
In the Closet est le troisième single extrait de l'album Dangerous (1991) de Michael Jackson. Il est sorti le 9 avril 1992. C'est une chanson de style new jack swing.
Le titre est devenu le troisième single consécutif de l'album à entrer dans le Top 10 aux États-Unis, atteignant la 6e place du Billboard Hot 100. Toujours aux États-Unis, le titre est également devenu le deuxième single de l'album numéro un au Hot R&B/Hip-Hop Songs.

## Thème
La chanson, écrite par Michael Jackson et Teddy Riley, parle d'une relation secrète entre des amants. C'est aussi une réponse de Jackson aux critiques qui ont mis en doute sa sexualité. 
In the Closet (« Dans le Placard ») est une expression idiomatique anglaise utilisée pour qualifier l'attitude d'une personne qui cache son homosexualité à sa famille et/ou ses proches. Malgré ce titre, la chanson ne se rapporte pas au thème de l'orientation homosexuelle cachée mais à celui d'une relation dissimulée entre un homme et une femme.
Le journal New York Times a décrété à propos de la chanson : « Seul Jackson utiliserait ce titre pour une chanson d'amour hétérosexuelle ». Le magazine musical Rolling Stone a quant à lui décrit la chanson comme « étrangement intitulée » mais de façon « résolument hétérosexuelle ».

## Participation de Stéphanie de Monaco
Pour l'enregistrement du titre, Michael Jackson s'est souvenu avoir décliné quelques années auparavant l'offre de Stéphanie de Monaco qui s'était proposée pour faire la première partie du Bad World Tour. Il lui a donc offert pour In the Closet la possibilité d'y participer. Ce qui devait être au départ un concours pour les fans (dont les termes spécifiques demeurent encore aujourd'hui quelque peu obscurs ; le public devait, selon certains, découvrir l'identité de la jeune femme) a fait que le nom de Stéphanie de Monaco n'a pas été mentionné dans le livret de l'album. Il y figure à la place le terme « The Mystery Girl » (« La Fille Mystérieuse »). 
Mais le projet de concours a finalement été abandonné sans que rien soit modifié sur la pochette ! De plus, le contrat stipulait que la princesse n'avait pas le droit de révéler sa participation à la chanson jusqu'à ce qui devait être le terme du concours. Ce n'est donc que bien plus tard que l'on apprendra que cette chanteuse qui murmure dans la chanson, notamment au début, n'est autre que la princesse Stéphanie de Monaco.

## Clip
Le clip vidéo de In the Closet, dirigé par le photographe Herb Ritts, met en scène Michael Jackson avec Naomi Campbell. Les deux exécutent une danse empreinte de sensualité. Le clip est tourné dans une hacienda près de Salton Sea en Californie. A noter que les paroles murmurées par Stéphanie de Monaco ont été ré-enregistrées pour le clip, peut-être par Naomi Campbell elle-même.

### SingleIn the Closet
Audio (CD)
1. In the Closet (7" Edit) – 4:49

Vidéoclip (DVD)
1. In the Closet (Official Video) – 6:05

## Interprétation
Michael Jackson a interprété un extrait de la chanson lors du HIStory World Tour.

## Collaboration annulée avec Madonna
In the Closet a été à l'origine conçu comme un duo entre Michael Jackson et Madonna. Selon une interview de 1992 avec le journaliste britannique Jonathan Ross, Madonna a prétendu avoir eu quelques idées pour la chanson, mais Jackson les aurait jugé trop provocantes et elle aurait donc décidé d'abandonner le projet. Selon Michael Jackson lui-même, elle n'aurait simplement pas du tout apprécié le morceau et aurait directement refusé la proposition.

## Crédits
- Enregistrement et mixage : Bruce Swedien et Teddy Riley
- Claviers et synthétiseurs : Teddy Riley
- Percussions : Teddy Riley et Michael Jackson
- Arrangements : Teddy Riley et Michael Jackson

## Récompense
- MTV Video Music Award de la meilleure chorégraphie